# 塔特娅娜·帕娜由朵维奇-茨韦特科维奇
塔特娅娜·帕娜由朵维奇-茨韦特科维奇，塞尔维亚外交官，曾任驻中国大使馆临时代办、驻亚美尼亚大使馆临时代办。

## 相关活动
2013年3月15日，十二届全国人大一次会议在人民大会堂举行第五次全体会议，李克强当选国务院总理，塔特娅娜·茨韦特科维奇以临时代办身份受邀旁观选举。
2013年6月25日，中国-塞尔维亚科技合作委员会第2届例会在北京举行，塔特娅娜·茨韦特科维奇以临时代办身份出席例会。